# Mistrovství světa ve veslování 1985

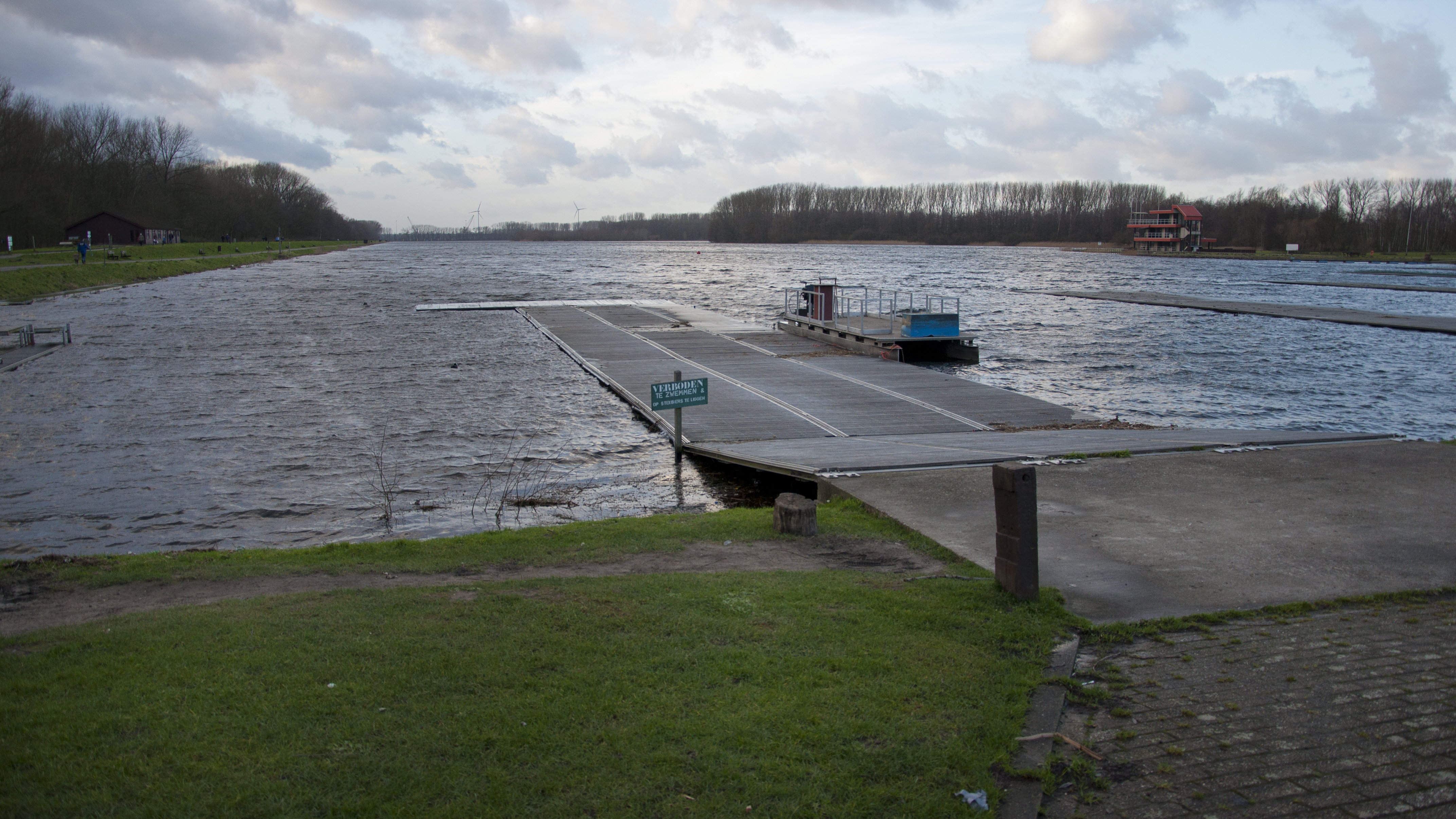
Veslařský kanál Hazewinkel, dějiště šampionátu

Mistrovství světa ve veslování 1985 se konalo na veslařském kanále Hazewinkel v blízkosti belgického Mechelenu. Finálové jízdy se jely ve dnech 31. srpna a 1. září 1985.
Každoroční veslařská regata trvající jeden týden je organizována Mezinárodní veslařskou federací (International Rowing Federation; FISA) obvykle na konci léta severní polokoule. V neolympijských letech představuje mistrovství světa vyvrcholení mezinárodního veslařského kalendáře a v roce, jenž předchází  olympijským hrám, představuje jejich hlavní kvalifikační událost. V olympijských letech pak program mistrovství zahrnuje pouze neolympijské disciplíny.

## Medailové pořadí
| Pořadí | Země                             | Zlato | Stříbro | Bronz | Celkem |
| ------ | -------------------------------- | ----- | ------- | ----- | ------ |
| 1      | Východní Německo                 | 5     | 2       | 4     | 11     |
| 2      | Sovětský svaz                    | 4     | 3       | 0     | 7      |
| 3      | Itálie                           | 3     | 4       | 0     | 7      |
| 4      | Západní Německo                  | 3     | 1       | 2     | 6      |
| 5      | Rumunská socialistická republika | 1     | 5       | 2     | 8      |
| 6      | Spojené království               | 1     | 1       | 0     | 2      |
| 7      | Austrálie                        | 1     | 0       | 1     | 2      |
| 7      | Kanada                           | 1     | 0       | 1     | 2      |
| 7      | Francie                          | 1     | 0       | 1     | 2      |
| 10     | Finsko                           | 1     | 0       | 0     | 1      |
| 11     | USA                              | 0     | 4       | 5     | 9      |
| 12     | Rakousko                         | 0     | 1       | 0     | 1      |
| 13     | Španělsko                        | 0     | 0       | 2     | 2      |
| 14     | Bulharská lidová republika       | 0     | 0       | 1     | 1      |
| 14     | Švýcarsko                        | 0     | 0       | 1     | 1      |
| 14     | Československo                   | 0     | 0       | 1     | 1      |
| Celkem | Celkem                           | 21    | 21      | 21    | 63     |

## Přehled medailí

### Mužské disciplíny
| Disciplína                      | Zlato | Čas     | Stříbro | Čas     | Bronz | Čas     |
| Skif M1x                        | Finsko Pertti Karppinen | 6:48,08 | USA Andrew Sudduth | 6:50,96 | Západní Německo Peter-Michael Kolbe | 6:59,75 |
| Dvojskif M2x                    | Východní Německo Thomas Lange Uwe Heppner | 6:15,49 | Sovětský svaz Nikolaj Čuprina Jurij Zelikovič | 6:19,48 | Švýcarsko Jürg Weitnauer Urs Steinemann | 6:22,27 |
| Párová čtyřka M4x               | Kanada Doug Hamilton Robert Mills Paul Douma Melvin Laforme | 5:44,57 | Východní Německo Jens Köppen Rüdiger Reiche Uwe Sägling Karl-Heinz Bussert                                                                                         | 5:44,85 | Československo Jan Vochoska Zdeněk Bureš Miloš Zářecký Jaroslav Švrček | 5:47,42 |
| Dvojka bez kormidelníka M2-     | Sovětský svaz Nikolaj Pimenov Jurij Pimenov | 6:38,39 | Spojené království Adam Clift Martin Cross | 6:38,47 | Španělsko Fernando Climent Huerta Luis María Lasúrtegui | 6:40,23 |
| Dvojka s kormidelníkem M2+      | Itálie Carmine Abbagnale Giuseppe Abbagnale Giuseppe Di Capua (k)                                                                                                 | 6:53,40 | Rumunská socialistická republika Dimitrie Popescu Vasile Tomoiagă Dumitru Răducanu (k)                                                                             | 6:56,04 | Východní Německo Thomas Kessler Uwe Gasch Olaf Gerschau (k) | 6:57,80 |
| Čtyřka bez kormidelníka M4-     | Západní Německo Norbert Kesslau Volker Grabow Jörg Puttlitz Guido Grabow                                                                                          | 6:00,19 | Sovětský svaz Jonas Narmontas Sergej Smirnov Viktor Pereverzev Gennadij Krjučkin                                                                                   | 6:01,25 | Východní Německo Hans Sennewald Thomas Greiner Thomas Bänsch Olaf Förster | 6:03,87 |
| Čtyřka s kormidelníkem M4+      | Sovětský svaz Sigitas Kučinskas Ivan Vysockij Vladimir Romanišin Igor Zotov Michail Sasov (k)                                                                     | 6:07,23 | Itálie Mario Lafranconi Giovanni Suarez Gino Iseppi Giuseppe Carando Siro Meli (k)                                                                                 | 6:08,79 | Východní Německo Dietmar Schiller Karsten Schmeling Bernd Niesecke Bernd Eichwurzel Hendrik Reiher (k) | 6:08,97 |
| Osma M8+                        | Sovětský svaz Nikolaj Komarov Viktor Diduk Jonas Pinskus Benjamin But Viktor Omeljanovič Pavel Gurkovskij Alexandr Vološin Andrej Vasiljev Grigorij Dmitrenko (k) | 5:33,71 | Itálie Agostino Abbagnale Sergio Caropreso Antonio Maurogiovanni Alfredo Bollati Giovanni Miccoli Maurizio Donna Annibale Venier Pasquale Marigliano Siro Meli (k) | 5:34,58 | USA John Strotbeck Thomas Kiefer Jonatan Smith Kurt Bausback Chris Penny Kevin Still Chris Huntington Michael Teti Mark Zembsch (k)                                                                                          | 5:34,72 |
| Skif LV LM1x                    | Itálie Ruggero Verroca | 7:05,80 | Rakousko Raimund Haberl | 7:10,16 | USA Paul Fuchs | 7:10,56 |
| Dvojskif LV LM2x                | Francie Luc Crispon Thierry Renault | 6:29,44 | Itálie Carlo Gaddi Francesco Esposito | 6:30,05 | Západní Německo Hartmut Schäfer Roland Ehrenfels | 6:32,50 |
| Čtyřka bez kormidelníka LV LM4- | Západní Německo Alwin Otten Frank Rogall Thomas Jaeckel Wolfgang Birkner                                                                                          | 6:12,44 | Itálie Franco Pantano Dario Longhin Nerio Gainotti Mauro Torta | 6:14,97 | USA Edward Gribbin Charles Cobbs Michael Morrison Fred Michini | 6:17,18 |
| Osma LV LM8+                    | Itálie Maurizio Losi Michele Savoia Vittorio Torcellan Massimo Lana Stefano Spremberg Paolo Marostica Andrea Re Fabrizio Ravasi Massimo Di Deco (k)               | 5:46,66 | USA Mark Hanley Seymour Danberg Neil Olesen Michael Scott John Younger Peter Kermond Charles Butt Stephen Schmitt Jonathan Fish (k)                                | 5:48,47 | Španělsko José Manuel Canete Lopez José Crespo Hidalgo Carlos Muniesa Ferrero Jacinto Accensi Abella Victor Llorente Rodriguez Fernando Molina Castillo Eulogio Génova Emezabel Benito Elizalde Etxezarreta Ibon Alcorta (k) | 5:50,88 |

### Ženské disciplíny
| Disciplína                      | Zlato | Čas     | Stříbro | Čas     | Bronz | Čas     |
| Skif W1x                        | Východní Německo Cornelia Linseová | 7:48,37 | Rumunská socialistická republika Valeria Răcilă | 7:45,85 | USA Anne Mardenová | 7:48,43 |
| Dvojskif W2x                    | Východní Německo Sylvia Schwabeová Martina Schröterová | 6:58,80 | Rumunská socialistická republika Mărioara Popescu Elisabeta Lipă | 7:05,70 | Bulharská lidová republika Magdalena Georgievová Violeta Ninovová | 7:06,52 |
| Párová čtyřka W4x               | Východní Německo Ramona Balthasarová Birgit Peterová Jutta Hampeová-Behrendtová Kristina Mundtová-Richterová                                                                           | 6:22,47 | Sovětský svaz Antonina Machinová Natalia Grigorjevová Jelena Chlopcevová Jelena Matijevská | 6:23,99 | Rumunská socialistická republika Anișoara Bălanová Veronica Cochelea Anișoara Sorohanová Maricica Țăranová                                                                         | 6:29,09 |
| Dvojka bez kormidelnice W2-     | Rumunská socialistická republika Rodica Arba Elena Horvatová | 7:25,08 | USA Sherri Cassuto Susan Broome | 7:31,96 | Východní Německo Kerstin Toussaintová Ramona Heinová | 7:34,44 |
| Čtyřka s kormidelnicí W4+       | Východní Německo Kerstin Spittlerová Jutta Abromeitová Steffi Götzeltová Carola Licheyová Daniela Neunastová (k)                                                                       | 6:50,08 | Rumunská socialistická republika Florica Lavricová Maria Fricioiu Chira Apostolová Olga Homeghi Viorica Ioja (k) | 6:53,33 | Kanada Lisa Robertsonová Barbara Armbrustová Christina Clarke Patricia Smithová Lesley Thompsonová-Willieová (k)                                                                   | 6:55,67 |
| Osma W8+                        | Sovětský svaz Olena Puchajevová Sarija Zakirovová Jelena Těrjošinová Marina Suprunová Marina Snaková Irina Tětěrinová Natalia Fedorenková Lydia Averjanovová valentina Chochlovová (k) | 6:14,00 | Východní Německo Susann Heinickeová Gerlinde Doberschützivá-Meyová Beatrix Lehmanová Martina Waltherová Kathrin Thurmová Ute Schellová-Stangeová Kathrin Dienstbierová Carola Hornigová-Mieselerová Sylke Kretzschmarová (k) | 6:14,89 | Rumunská socialistická republika Doina Bălanová Marioara Trașcă Livia Țicanu Mihaela Armășescu Adriana Bazonová Carolina Matei Camelia Diaconescu Lucia Sauca Ecaterina Oancia (k) | 6:19,49 |
| Skif LV LW1x                    | Austrálie Adair Fergusonová | 7:59,82 | Rumunská socialistická republika Maria Micșa | 8:01,58 | USA Ann Martinová | 8:02,74 |
| Dvojskif LV LW2x                | Spojené království Linda Clarková Beryl Crockfordová | 7:30,52 | Západní Německo Brigitte Helmersová Alrun Urbachová | 7:33,31 | Francie Desiree Decriemová Isabelle Lignanová | 7:38,90 |
| Čtyřka bez kormidelnice LV LW4- | Západní Německo Monika Wolfová Sonja Petriová Claudia Engelsová Evelyn Herweghová | 7:05,31 | USA Sandy Kendallová Jennifer Marronová Marise Widmerová Charlotte Hollingsová | 7:10,38 | Austrálie Denise Rennexová Karin Riedelová Amanda Crossová Gayle Toogoodová | 7:12,84 |